# Pandžšírské údolí

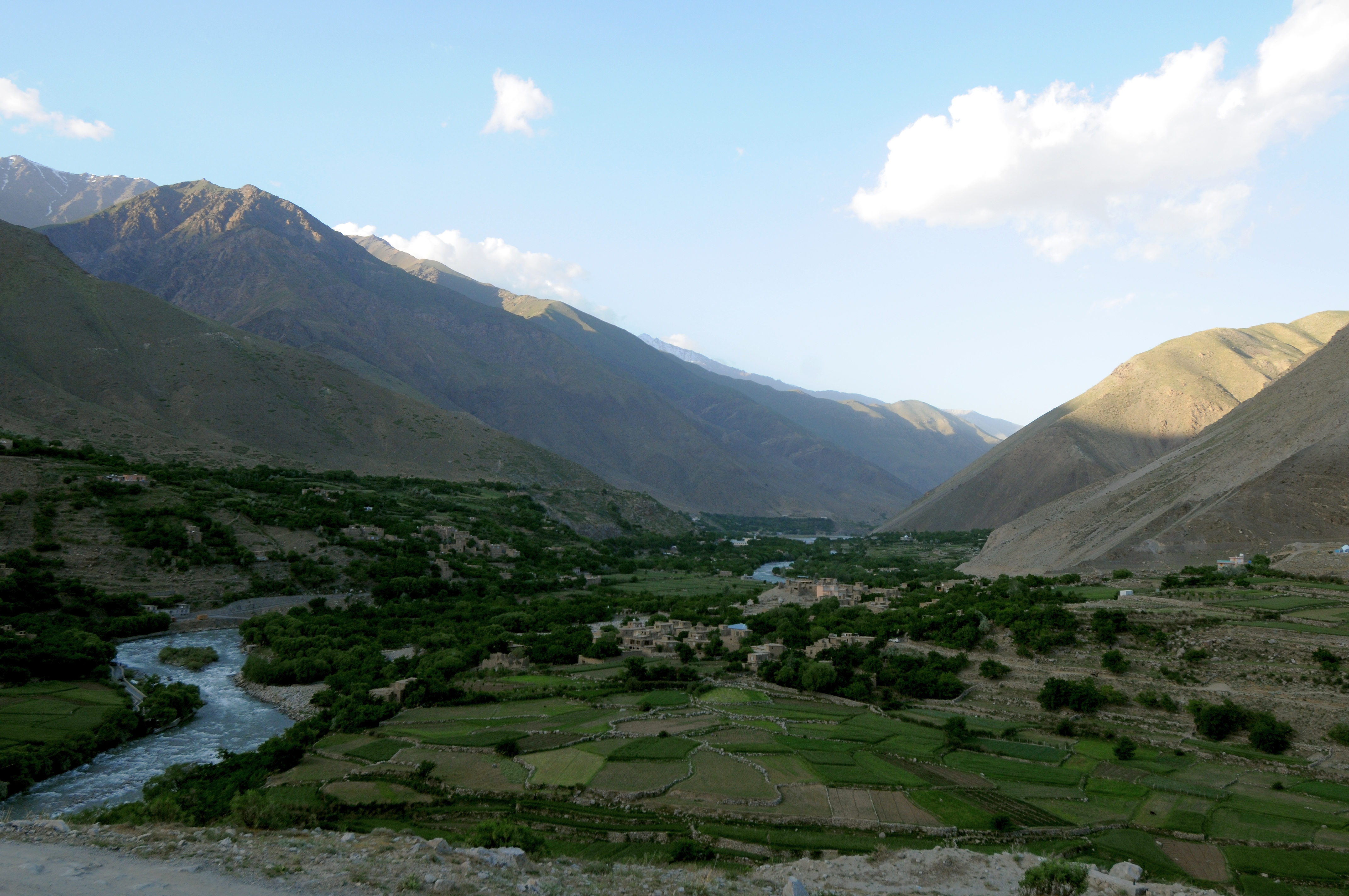
Pohled na Pandžšírské údolí v květnu 2011

Pandžšírské údolí (paštsky/darí درهٔ پنجشير, romanizace Dare-ye Panjšēr; doslova Údolí pěti lvů) je údolí na severovýchodě Afghánistánu, 150 km severně od Kábulu, poblíž pohoří Hindúkuš. Údolí rozděluje řeka Pandžšír. Údolí je domovem pro více než 100 000 lidí. Je zde největší koncentrace etnických Tádžiků v Afghánistánu. V dubnu 2004 se stalo údolí centrem nové provincie Pandžšír, která byla dříve součástí provincie Parván.

## Historie

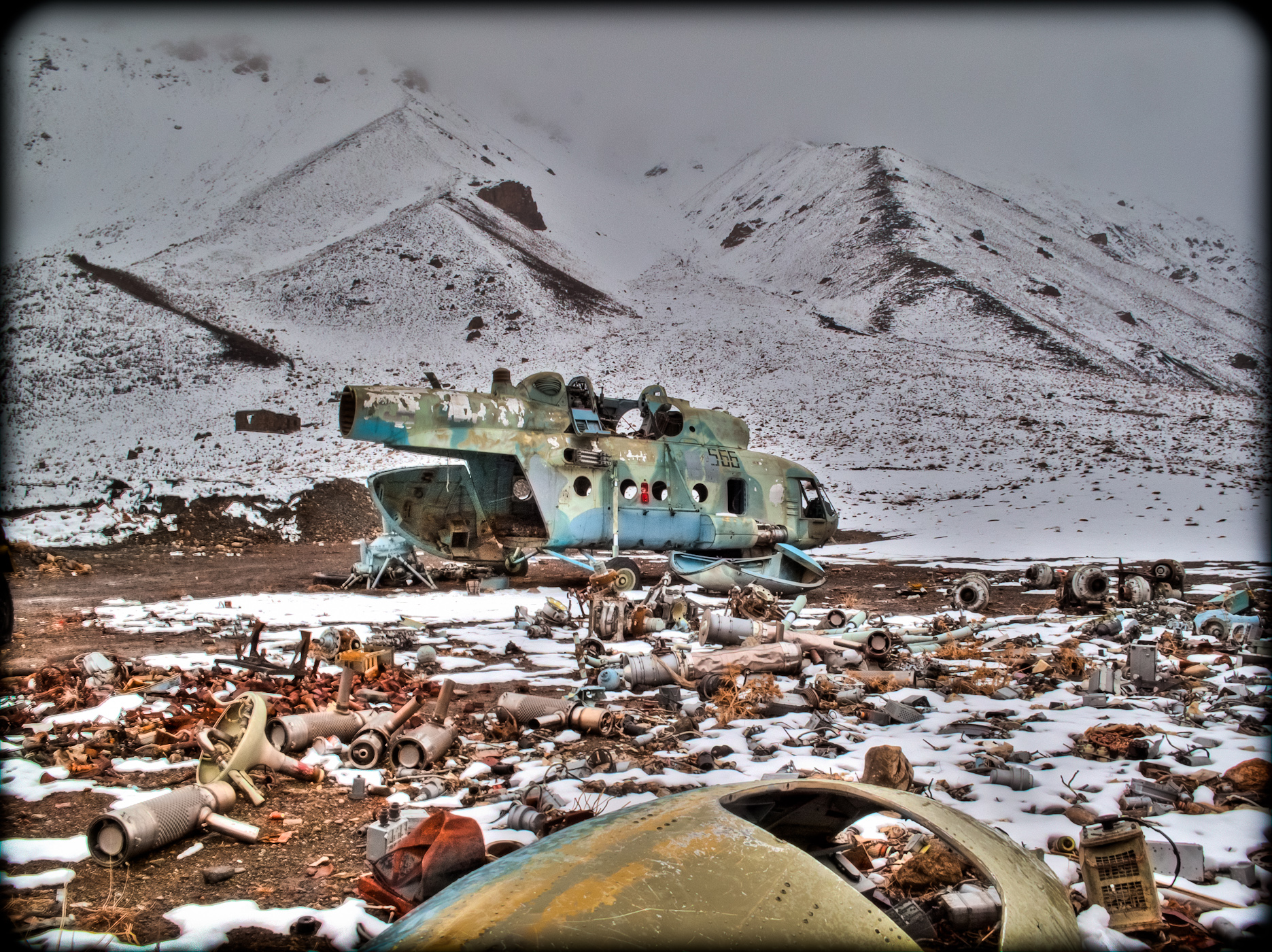
Trosky sestřeleného sovětského vrtulníku v Pandžšíru, 2011

Během sovětské války v Afghánistánu v letech 1980–1985 se zde odehrály ofenzívy Afghánské demokratické republiky a Sovětů proti mudžáhidům, kdy místní velitel mudžáhidů Ahmad Šáh Masúd údolí ubránil.
Mezi lety 1996–2001 v údolí proběhly boje mezi Tálibánem a Severní aliancí pod Masoudovým velením, který opět ubránil údolí před ovládnutím Tálibánem. Pandžšírské údolí bylo za éry vlády, která v té době byla podporována ISAFem, považováno za jeden z nejbezpečnějších regionů Afghánistánu. Koncem srpna 2021 se z něj warlordi pokusili udělat baštu národního odporu. Tálibán oznámil, že 22. srpna 2021 do údolí zamířily stovky bojovníků.
Bývalý viceprezident Amrulláh Sálih a Ahmad Massúd, syn bývalého protisovětského velitele mudžáhidů Ahmada Šáha Massúda, slíbil, že budou Tálibánu vzdorovat z Pándžšíru, který v 80. a 90. 20. století odrážel sovětské jednotky i Tálibán. Odboj prohlásil, že 22. srpna „znovu dobude okresy na severovýchodě Afghánistánu“ pod vedením bývalých vojáků, speciálních jednotek, policie a dalších. Bidenova administrativa veřejně neodpověděla na prosbu Ahmada Massúda, který žádal o pomoc při zásobování protitálibánských sil. Dne 25. srpna 2021 vyšlo najevo, že po dohodě národního odporu a Tálibánu přestal Tálibán po jednom až dvou dnech blokovat cesty do Pandžšírského údolí. 6. září 2021 vyšlo na povrch, že Tálibán zabil povstalce v údolí, včetně mluvčího odbojové fronty, ovšem bylo potvrzeno, že v údolí jsou stále bojovníci národního odporu. 9. září 2021 bylo uvedeno, že 60 % údolí je stále pod kontrolou Fronty národního odporu. Tvrzení o plné kontrole Tálibánu bylo dále vyvráceno, když se reportérům íránské tiskové agentury Tasnim podařilo 11. září navštívit údolí a udělat rozhovor nejen s bojovníkem Tálibánu, ale také s místním bojovníkem Fronty národního odporu. Přestože Tálibán uvedl, že v údolí panuje klid, íránská tisková agentura Tasnim rovněž informovala, že někteří místní obyvatelé prchají v očekávání budoucích vojenských střetů.

## Hospodářství a přírodní zdroje

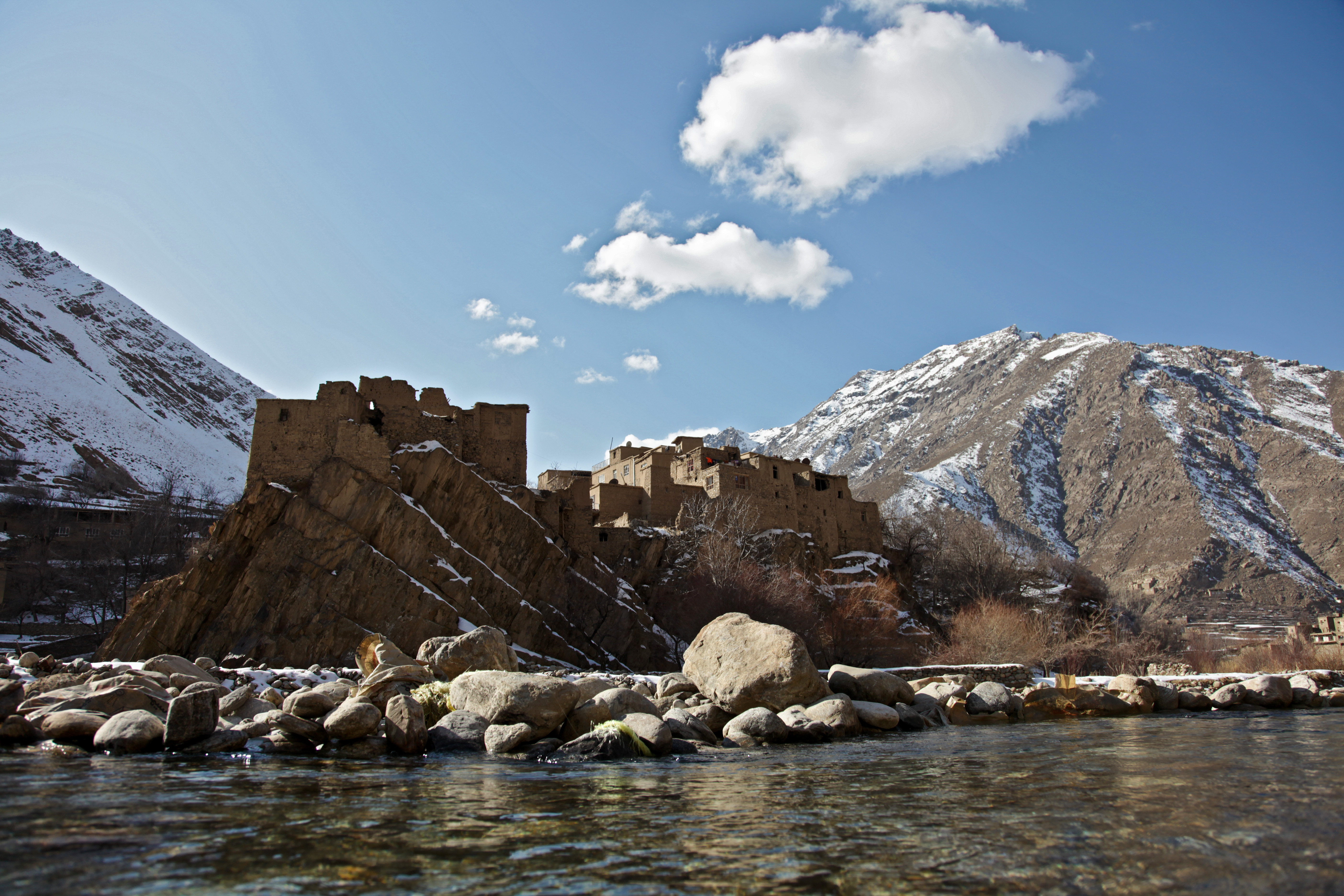
Budovy v Pandžšírském údolí

Pandžšírské údolí má potenciál stát se významným centrem těžby smaragdů. Již v 1. století n. l. se Plinius starší zmínil o drahých kamenech z této oblasti. Ve středověku byl Pandžšír proslulý těžbou stříbra a Saffárovci a Samánovci zde razili své mince. V roce 1985 byly v Pandžšíru nalezeny smaragdy o hmotnosti až 190 karátů (38 g), které se svou kvalitou údajně vyrovnají nejjemnějším krystalům z dolu Muzo v Kolumbii. V údolí se začaly budovat nové silnice a nové rádiové věže, které umožňují obyvatelům údolí přijímat rádiové vlny z afghánského hlavního města Kábulu. Údolí má potenciál stát se hlavním výrobce energie Afghánistánu díky výstavbě několika vodních elektráren.
V dubnu 2008 byla v údolí postavena větrná farma s 10 turbínami.